# Archiletras
Archiletras es un proyecto editorial fundado y dirigido por el filólogo y periodista Arsenio Escolar en 2018, centrado en el estudio de la lengua española y materializado en una página web y en dos revistas periódicas: Archiletras (revista trimestral de divulgación) y Archiletras Científica (revista semestral con números temáticos alternos: los impares están dedicados a Literatura y los pares a Lingüística).

## Consejo editorial
El primer consejo editorial estuvo compuesto por el director, Arsenio Escolar, y por Elena Álvarez Mellado, Pablo Alzugaray, Pilar Bello, Alberto Gómez Font, Ángel Gómez Moreno, Álex Grijelmo, Isaías Lafuente, Irene Lozano, Rosalía Lloret, Concepción Maldonado, Antonio Martín, Estrella Montolío, Rafael del Moral, Manuel Saco.

## Premios Archiletras de la Lengua
En 2022, Archiletras convocó unos premios para distinguir a las personas o entidades que se hubiera significado el año anterior en la promoción del idioma en las catorce categorías que se establecieron. El ganador del premio especial del jurado fue el periodista argentino Martín Caparrós. La ceremonia de entrega se realizó en la Casa de América de Madrid el 14 de julio de 2022. Los ganadores y el jurado fueron recibidos en audiencia días después por el rey Felipe VI en el Palacio Real de El Pardo.